# Johann Andreas Jacobi
Johann Andreas Jacobi (* 27. November 1680 in Wollershausen; † 18. April 1756 ebenda) war ein lutherischer Geistlicher.

## Leben
Johann Andreas Jacobi entstammte einfachen Verhältnissen und wurde von seinen Eltern, nach einer Vorbildung durch den örtlichen Pastor, auf die Schule nach Osterode am Harz geschickt. Von dort wechselte er an die Schulen von Sankt Andreasberg und Nordhausen. Ab Ostern 1701 studierte er Theologie an der Universität Jena. Nach drei Jahren Studium wandte er sich zunächst nach Frömmstedt zu einem verwandten Prediger und nahm dann in Thüringen eine Hauslehrer und Hofmeisterstelle an. 1708 erhielt er den Ruf des Kirchenpatrons von Wollershausen, des Freiherrn von Minnigerode, die freigewordene Predigerstelle an St. Marien in Wollershausen zu besetzen. Diese Berufung wurde, wenn auch unter Schwierigkeiten, durch das Konsistorium bestätigt. Aufgrund seiner Bekanntschaft zu dem in seiner Amtsausübung seit 1707 eingeschränkten Superintendenten der Grafschaft Hohnstein Otto Christian Damius (1654–1728) in Ellrich und um eine Verbesserung der Qualität des Gesangbuches bemüht, was ihm von der kirchlichen Obrigkeit übel genommen wurde, wurde er des Deismus bezichtigt und musste nach einer Untersuchung durch das Kurfürstliche Konsistorium seine Übereinstimmung mit der lutherischen Lehre bekräftigen. Er trat sein Amt 1709 an und behielt es 47 Jahre bis zu seinem Lebensende bei. Die Inschrift seines Grabsteins wurde, weil dieser zu verwittern drohte, von der Kirchengemeinde später auf eine Bleitafel übernommen, die in die Außenfassade der Marienkirche in Wollershausen eingelassen wurde.

## Familie
Am 27. Juni 1709 heiratete er die verwitwete jüngste Tochter seines bereits verstorbenen Kollegen Bauer in Frömmstedt Johanne Juliana (Juliane) Bauer (1684–1767). Aus dieser Ehe gingen vier Kinder hervor, von den zwei die Eltern überlebten; diese machten ihn zum Stammvater zweier nicht unbedeutender Familienzweige.
- Johann Andreas Jacobi
  - Johann Friedrich Jacobi, Begründer des hannoverschen Zweiges der Familie
    - Andreas Ludolf Jacobi
      - Carl Jacobi (General)
        - Bernhard von Jacobi

  - Johann Konrad Jacobi, Begründer des rheinischen Zweiges der Familie (zu dessen weiterer Stammfolge über die Söhne hinaus siehe dessen Biographie)
    - Johann Georg Jacobi
    - Friedrich Heinrich Jacobi